# Vredestein

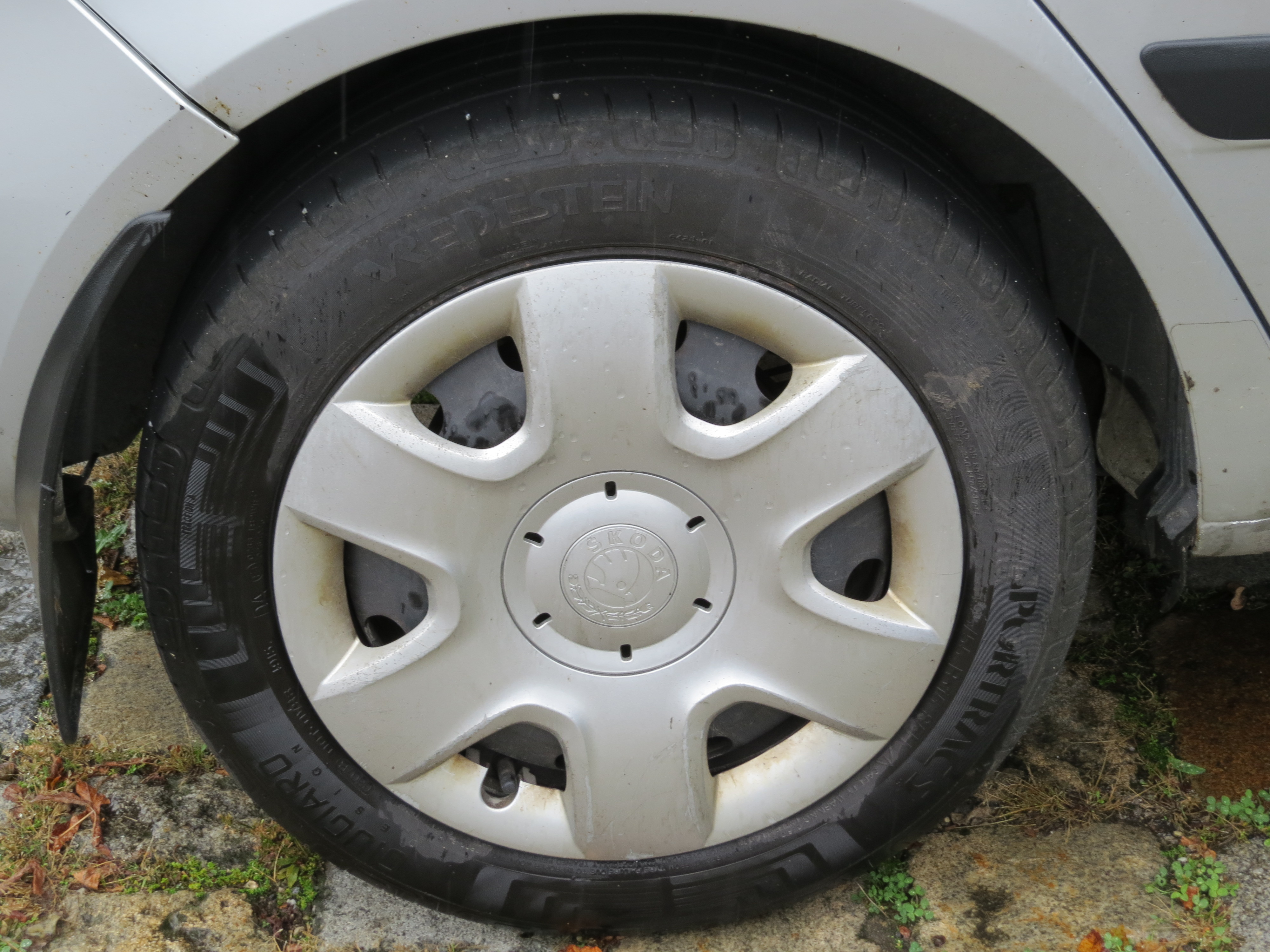
Vredestein Sportrac 5 195/55 R 15 (2017)

Vredestein är en däcktillverkare med huvudkontor i Enschede i Nederländerna. Företaget tillverkar däck till såväl bilar som motorcyklar.